# Бейене Легессе
Бейене Легессе (англ. Beyene Legesse; род. 1934) — эфиопский легкоатлет, выступавший в беге на короткие и средние дистанции. Участник летних Олимпийских игр 1956 года.

## Биография
Бейене Легессе родился в 1934 году.
В 1956 году вошёл в состав сборной Эфиопии на летних Олимпийских играх в Мельбурне. В беге на 100 метров занял в 1/8 финала последнее, 6-е место, показав результат 11,94 секунды и уступив 0,89 секунды попавшему в четвертьфинал со 2-го места Рэю Лэнду из Австралии. В беге на 200 метров занял в 1/8 финала 5-е место с результатом 23,63, уступив 2,65 секунды попавшему в четвертьфинал со 2-го места Винченцо Ломбардо из Италии. В беге на 400 метров занял в 1/8 финала 5-е место с результатом 50,83 секунды, уступив 1,64 секунды попавшему в четвертьфинал с 3-го места Абдулле Хану из Пакистана. В эстафете 4х100 метров сборная Эфиопии, за которую также выступали Бекеле Хайле, Роба Негуссе и Абебе Хайлу, заняла в четвертьфинале последнее, 5-е место с результатом 44,47, уступив 3,77 секунды попавшей в полуфинал с 3-го места команде Бразилии. В эстафете 4х400 метров сборная Эфиопии, за которую также выступали Аджанеу Байене, Мамо Вольде и Абебе Хайлу, заняла в полуфинале последнее, 5-е место, показав результат 3 минуты 29,93 секунды и уступив 18,86 секунды попавшей в финал с 3-го месте команде Ямайки.